# أوبيهيرو (هوكايدو)
مدينة أوبيهيرو (بالإنجليزية: Obihiro) هي أحد المدن التابعة لمحافظة هوكايدو. تأسست رسميًا في 01/04/1933. ويقدر عدد سكانها بـ 168188 نسمة حسب تقدير مكتب الإحصاء الياباني لعام 2012. تبلغ مساحة أوبيهيرو 618.94 كم2. بكثافة سكانية تبلغ 272 نسمة/كم2.

## المناخ
يظهر الجدول التالي التغييرات المناخية على مدار السنة لأوبيهيرو:
| البيانات المناخية لـأوبيهيرو      | البيانات المناخية لـأوبيهيرو | البيانات المناخية لـأوبيهيرو | البيانات المناخية لـأوبيهيرو | البيانات المناخية لـأوبيهيرو | البيانات المناخية لـأوبيهيرو | البيانات المناخية لـأوبيهيرو | البيانات المناخية لـأوبيهيرو | البيانات المناخية لـأوبيهيرو | البيانات المناخية لـأوبيهيرو | البيانات المناخية لـأوبيهيرو | البيانات المناخية لـأوبيهيرو | البيانات المناخية لـأوبيهيرو | البيانات المناخية لـأوبيهيرو |
| الشهر                             | يناير                        | فبراير                       | مارس                         | أبريل                        | مايو                         | يونيو                        | يوليو                        | أغسطس                        | سبتمبر                       | أكتوبر                       | نوفمبر                       | ديسمبر                       | المعدل السنوي                |
| --------------------------------- | ---------------------------- | ---------------------------- | ---------------------------- | ---------------------------- | ---------------------------- | ---------------------------- | ---------------------------- | ---------------------------- | ---------------------------- | ---------------------------- | ---------------------------- | ---------------------------- | ---------------------------- |
| الدرجة القصوى °م (°ف)             | 8.0 (46.4)                   | 14.7 (58.5)                  | 20.3 (68.5)                  | 31.7 (89.1)                  | 38.8 (101.8)                 | 34.8 (94.6)                  | 37.8 (100.0)                 | 37.0 (98.6)                  | 32.8 (91.0)                  | 27.7 (81.9)                  | 23.5 (74.3)                  | 16.0 (60.8)                  | 38.8 (101.8)                 |
| متوسط درجة الحرارة الكبرى °م (°ف) | −1.9 (28.6)                  | −0.6 (30.9)                  | 4.0 (39.2)                   | 11.9 (53.4)                  | 17.6 (63.7)                  | 20.8 (69.4)                  | 23.5 (74.3)                  | 25.2 (77.4)                  | 21.5 (70.7)                  | 15.6 (60.1)                  | 8.0 (46.4)                   | 1.1 (34.0)                   | 12.2 (54.0)                  |
| المتوسط اليومي °م (°ف)            | −7.5 (18.5)                  | −6.2 (20.8)                  | −1.0 (30.2)                  | 5.8 (42.4)                   | 11.1 (52.0)                  | 14.8 (58.6)                  | 18.3 (64.9)                  | 20.2 (68.4)                  | 16.3 (61.3)                  | 10.0 (50.0)                  | 3.2 (37.8)                   | −3.7 (25.3)                  | 6.8 (44.2)                   |
| متوسط درجة الحرارة الصغرى °م (°ف) | −13.7 (7.3)                  | −12.6 (9.3)                  | −6 (21)                      | 0.6 (33.1)                   | 5.7 (42.3)                   | 10.3 (50.5)                  | 14.5 (58.1)                  | 16.4 (61.5)                  | 12.1 (53.8)                  | 4.8 (40.6)                   | −1.5 (29.3)                  | −8.9 (16.0)                  | 1.8 (35.2)                   |
| أدنى درجة حرارة °م (°ف)           | −38.2 (−36.8)                | −36 (−33)                    | −35.2 (−31.4)                | −18.3 (−0.9)                 | −7.9 (17.8)                  | −1.9 (28.6)                  | 1.3 (34.3)                   | 2.1 (35.8)                   | −4.7 (23.5)                  | −10.6 (12.9)                 | −20.3 (−4.5)                 | −34.2 (−29.6)                | −38.2 (−36.8)                |
| الهطول مم (إنش)                   | 42.8 (1.69)                  | 24.9 (0.98)                  | 42.4 (1.67)                  | 58.9 (2.32)                  | 81.0 (3.19)                  | 75.5 (2.97)                  | 106.4 (4.19)                 | 139.1 (5.48)                 | 138.1 (5.44)                 | 75.0 (2.95)                  | 57.6 (2.27)                  | 46.1 (1.81)                  | 887.8 (34.95)                |
| متوسط تساقط الثلوج سم (إنش)       | 59 (23)                      | 37 (15)                      | 42 (17)                      | 9 (3.5)                      | 1 (0.4)                      | 0 (0)                        | 0 (0)                        | 0 (0)                        | 0 (0)                        | 0 (0)                        | 9 (3.5)                      | 47 (19)                      | 201 (79)                     |
| متوسط الأيام المثلجة              | 16.7                         | 15.8                         | 16.5                         | 6.6                          | 0.5                          | 0                            | 0                            | 0                            | 0                            | 0.2                          | 7.0                          | 13.6                         | 76.9                         |
| متوسط الرطوبة النسبية (%)         | 70                           | 68                           | 66                           | 66                           | 69                           | 79                           | 83                           | 82                           | 79                           | 73                           | 68                           | 68                           | 73                           |
| ساعات سطوع الشمس الشهرية          | 183.4                        | 190.1                        | 217.8                        | 194.5                        | 192.3                        | 152.8                        | 117.6                        | 128.9                        | 143.0                        | 175.0                        | 166.7                        | 171.3                        | 2٬033٫2                      |
| المصدر: JPA                       |                              |                              |                              |                              |                              |                              |                              |                              |                              |                              |                              |                              |                              |

## توأمة
لأوبيهيرو (هوكايدو) اتفاقيات توأمة مع كل من:
- سيوارد
- تشاويانغ
- ماديسون
- أويتا
- ماتسوزاكي [الإنجليزية]‏
- توكوشيما

## أعلام
- أريسا غو
- ميكي ناغاساوا
- شوهي كيوهارا
- تاتسيكي جيناي